# Extraterritorialité du droit américain
L'extraterritorialité du droit américain est le nom donné à l'ensemble des dispositions du droit américain qui peut être appliqué en-dehors des frontières des États-Unis à des personnes physiques ou à des personnes morales de pays tiers. Ces dispositions couvrent des domaines aussi divers que le contrôle des exportations aux pays subissant des embargos ou la lutte contre la corruption. Il s'agit d'un des grands droits extraterritoriaux du monde, avec l'extraterritorialité du droit européen.
Cette extraterritorialité présuppose la capacité des juges et du département de la Justice à engager des poursuites. Les poursuites peuvent être engagées, par exemple, du fait de l'utilisation du dollar américain dans des transactions.

## Concept
Le droit américain permet l'extraterritorialité de certains de ses textes juridiques du fait de dispositions l'autorisant expressément.
Les principales lois à portée extraterritoriale sont les suivantes :
- le commerce avec les ennemis des États-Unis : Trading with the Enemy Act ;
- l'embargo contre Cuba : la loi Helms-Burton ;
- la lutte contre les États soutenant les groupes terroristes : la loi d'Amato-Kennedy ;
- la lutte contre la corruption dans les transactions internationales : le Foreign Corrupt Practices Act ;
- la fiscalité : le Foreign Account Tax Compliance Act ;
- la lutte contre le terrorisme : le Patriot Act ;
- la surveillance comptable et financière et la corruption : la loi Sarbanes-Oxley[1] ;
- la surveillance des données du monde entier : le CLOUD Act[2] ;
- le droit de la concurrence américain[3].

La Direction générale de la Sécurité intérieure explique que l'extraterritorialité « se traduit par une grande variété de lois et mécanismes juridiques conférant aux autorités américaines la capacité de soumettre des entreprises étrangères à leurs standards, mais également de capter leurs savoir-faire, d'entraver les efforts de développement des concurrents des entreprises américaines, de contrôler ou surveiller des sociétés étrangères gênantes ou convoitées, et ce faisant de générer des revenus financiers importants ».
L'application de dispositions extraterritoriales dépend de la proactivité du département de la Justice américain. Les juges peuvent toutefois également les invoquer à l'occasion de contentieux.

## Application dans le cadre de condamnations d'entreprises françaises
| Mis en cause     | Faits reprochés                                                                                                | Lien utilisé par la justice américaine pour justifier sa compétence en vertu du principe d'extraterritorialité | Montant de l'amende infligée                                                                     | Année de la condamnation |
| ---------------- | --- | --- | ------------------------------------------------------------------------------------------------ | ------------------------ |
| Société générale | Violation des sanctions économiques des États-Unis à l'encontre de plusieurs pays (Cuba, le Soudan et l'Iran). | Utilisation du dollar pour effectuer les transactions                                                          | 1,2 milliard d'euros                                                                             | 11/2018                  |
| Société générale | Corruption en Libye                                                                                            | Utilisation du dollar pour effectuer les transactions                                                          | 292 millions de dollars (amende de 585 millions de dollars dont la moitié reversée à la France). | 2018                     |
| Crédit agricole  | Non-respect des embargos américains sur le Soudan, l'Iran, Cuba et la Birmanie                                 | Utilisation du dollar pour effectuer les transactions                                                          | 787 millions de dollars                                                                          | 2015                     |
| Alstom           | Corruption en Indonésie                                                                                        | Utilisation du dollar pour effectuer les transactions                                                          | 772 millions de dollars                                                                          | 2014                     |
| BNP Paribas      | Non-respect des embargos américains sur le Soudan, l'Iran et Cuba                                              | Utilisation du dollar pour effectuer les transactions                                                          | 8,974 milliards de dollars                                                                       | 2014                     |
| Total            | Corruption en Iran entre 1995 et 2004                                                                          | Utilisation du dollar pour effectuer les transactions                                                          | 398 millions de dollars                                                                          | 2013                     |
| Alcatel-Lucent   | Corruption au Costa Rica, Honduras, Taïwan et en Malaisie                                                      | Utilisation du dollar pour effectuer les transactions                                                          | 137 millions de dollars                                                                          | 2010                     |
| Technip          | Corruption au Nigeria                                                                                          | Utilisation du dollar pour effectuer les transactions                                                          | 338 millions de dollars                                                                          | 2010                     |

## Critiques

### Légalisation de l'espionnage entre puissances alliées
L'extraterritorialité du droit américain a été critiquée comme normalisant de jure l'espionnage entre pays alliés. En 2014, une enquête parlementaire de la Délégation parlementaire au renseignement (DPR) dirigée par Jean-Jacques Urvoas a conclu que les lois extraterritoriales américaines sont un empiétement sur la souveraineté nationale, car elles permettent « un espionnage paré des vertus de la légalité ». Les entreprises poursuivies par le département de la Justice régularisent leur situation en acceptant un suivi (monitoring) durant trois ou cinq ans afin de mettre en place un programme de conformité. 

### Outil de guerre économique
La Délégation (DPR) remarque que ces dispositions juridiques font partie de l'arsenal juridique des États-Unis dans le cadre d'une guerre juridique et d'une guerre économique. Elle les qualifie de « puissant instrument de prédation ». La délégation remarque que les poursuites américaines en vertu des lois extraterritoriales sont instrumentalisées dans l'objectif de racheter les entreprises frappées par la loi. Ainsi, Alstom, qui risquait de lourdes amendes, a accepté d'être racheté par son rival General Electric.
En avril 2018, la DGSI établit une note pour le gouvernement français dans laquelle elle estime que « les entreprises françaises […] font l'objet d'attaques ciblées, notamment par le biais de contentieux juridiques, de tentatives de captation d'informations et d'ingérence économique ». Le document qui se présente comme un « panorama des ingérences économiques américaines en France » avance que l'aéronautique et la société Airbus seraient les premières cibles de ces captations d'information. Dans la même note, la DGSI souligne que « plusieurs grands groupes français ont ainsi été ciblés par le ministère de la Justice américain ces dernières années […] (Technip, Total, Alstom, Alcatel, BNP Paribas, Crédit agricole, Société générale). Les opérations d'acquisition ou de fusion ayant suivi, pour certains d'entre eux, pourraient être interprétées comme le fruit de manœuvres de déstabilisation et de fragilisation rendues possibles par la mise en œuvre de ces dispositions légales ».
Pour le député LR Pierre Lellouche, qui a présidé une mission d'information parlementaire sur le sujet, il s'agirait d'« une stratégie délibérée des États-Unis qui consiste à mettre en réseau leurs agences de renseignements et leur justice afin de mener une véritable guerre économique à leurs concurrents ».

### Articles dans des revues scientifiques
- Marion Leblanc-Wohrer, « Le droit, arme économique et géopolitique des États-Unis », Politique étrangère, 2019, Hivr, nᵒ 4, p. 37.
- Olivier de Maison Rouge, « Géopolitique du droit américain : dernières nouvelles du front extérieur », Sécurité globale, 2017, vol. 9, nᵒ 1, p. 59.
- Walid Abdelgawad, « Jalons de l’internationalisation du droit de la concurrence : vers l’éclosion d’un ordre juridique mondial de la lex economica », Revue internationale de droit économique, 2001, t. XV, 2, nᵒ 2, p. 161.